# تاريخ جمهورية الصين الشعبية
تفصل هذه المقالة تاريخ بر الصين الرئيسي منذ 1 أكتوبر 1949، عندما أعلن ماو تسي تونغ جمهورية الصين الشعبية من أعلى ساحة تيانانمن، وذلك بعد انتصار شبه كامل للحزب الشيوعي الصيني في الحرب الأهلية الصينية. استخدم مسمى «جمهورية الصين الشعبية» منذ سبعة عقود، ويعبر عن أحدث كيان سياسي يحكم بر الصين الرئيسي، سبقه مسمى «جمهورية الصين»، وآلاف السنين من حكم السلالات الإمبراطورية. رؤساء الصين البارزون هم: ماو تسي تونغ (1949-1976)، ودينج شياو بينج (1978-1989)، وجيانغ زيمين (1989-2002)، وهو جينتاو (2002-2012)، وشي جين بينغ (2012 إلى الوقت الحاضر)، كما حكم هوا جيو فينج لفترة وجيزة خلال الفترة الانتقالية (1976-1978).
منذ عام 1949، تحولت الصين من مجتمع ريفي تقليدي يشوبه الفقر المدقع والمجاعات المميتة المتكررة إلى ثاني أكبر اقتصاد في العالم وأسرعها نموًا، مع تخصص في المصانع ذات الإنتاجية العالية والريادة في بعض المجالات التكنولوجية المتقدمة. بعد تلقيها الدعم من الاتحاد السوفيتي في خمسينيات القرن العشرين، نشبت عداوة مريرة بين القوتين الشيوعيتين حتى سقوط الأولى عام 1991. ما تزال الشيوعية الإيديولوجية الرسمية في البلاد، مع سيطرة كاملة للحزب الشيوعي الصيني، ووجود طبقة وسطية كبيرة جديدة ومئات من رواد الأعمال الأثرياء جدًا في القرن الحادي والعشرين. أدت الثروة والتكنولوجيا الجديدة إلى التنافس على الصدارة في الشؤون الآسيوية ضد الهند واليابان والولايات المتحدة، وإلى نشوب حرب تجارية متنامية مع الأخيرة بعد عام 2017.

## فترة ماو (1949 – 1976)

### الانتقال للاشتراكية
بعد الحرب الأهلية الصينية وانتصار القوات الشيوعية التابعة لماو تسي تونغ على قوات الكومينتانغ التابعة للجنرال شيانج كاي شيك، الذي فر لاحقًا إلى تايوان، أعلن ماو تأسيس جمهورية الصين الشعبية في 1 أكتوبر 1949. ركز ماو نظريًا بشدة على قيادة الاقتصاد والصراع الطبقي، وأُصدر أول دستور لجمهورية الصين الشعبية عام 1954، والذي عرف باسم «دستور عام 1954».
بعد الحرب الكورية، شن ماو حملات مختلفة لمضايقة الملاك والتجار السابقين بدءًا من عام 1953، مع إطلاق برنامج التصنيع في الوقت نفسه. تمثل هدف ماو الأول في الإصلاح الشامل لنظام ملكية الأراضي، وإجراء إصلاحات في مجال الأراضي، بما في ذلك إعدام الملاك الأثرياء. استبدلُ النظام الصيني القديم القائم على ملكية الأثراء للأراضي الزراعية والفلاحين المستأجرين بنظام توزيع لصالح الفقراء أو الفلاحين الذين لا يملكون أرضًا، ما قلل بشكل كبير من عدم المساواة الاقتصادية. أُعدِم أكثر من مليون مالك أرض خلال إجراءات إصلاح الأراضي الصينية. فقد معظم الملاك والفلاحين الأثرياء في منقطة زانغزوانغ كون شمال البلاد جميع أراضيهم، بل وحتى أرواحهم باستثناء من لاذ بالفرار منهم. حصل جميع العاملين الذين لم يملكوا أرضًا في السابق على أراض، ما أدى إلى القضاء على هذه الفئة بشكل كامل. ونتيجة لذلك، امتلك الفلاحون من الطبقة المتوسطة، والذين أصبحوا يمثلون حوالي 90% من سكان القرى ما نسبته 90.8% من الأراضي. قضي بشكل كبير على مشكلة الاتجار بالمخدرات في البلاد، وكذلك الاستثمار الأجنبي.
في الوقت نفسه، انطلقت حركات سياسية وصراعات طبقية في جميع أنحاء البلاد. ألحقت الحملة المناهضة لليمين في الفترة 1957-1958 ضررًا كبيرًا بالديمقراطية في الصين، إذ تعرض 550 ألف شخص على الأقل للتعذيب والاضطهاد، معظمهم من المثقفين والمنشقين السياسيين. بعد الحملة، دخلت الصين مرحلة دولة الحزب الشيوعي الصيني القائمة على الحزب الواحد بحكم الأمر الواقع. ومن الحركات السياسية البارزة الأخرى في الخمسينيات قمع الثوار المناهضين، وحركة صوفان، التي أسفرت كل منها عن عدد كبير من الوفيات في جميع أنحاء البلاد.

### القفزة العظيمة للأمام وما بعدها
اعتقد ماو أن الاشتراكية ستنتصر في النهاية على كل الأيديولوجيات الأخرى، وفي أعقاب الخطة الخمسية الأولى التي تستند إلى اقتصاد تحت سيطرة سوفييتية، تولى ماو تنفيذ المشروع الطموح الذي تبناه «القفزة العظيمة للأمام» عام 1958، ودشن عملية زراعة جماعية في المناطق الريفية لم يسبق لها مثيل. دعى ماو إلى استخدام مصاهر الحديد المنظمة محليًا لزيادة إنتاج الصلب، ما أدى إلى سحب عدد كبير من العمال من القطاع الزراعي لدرجة أن كميات كبيرة من المحاصيل قد فسدت لعدم وجود من يحصدها. قرر ماو الاستمرار في دعم هذه المصاهر رغم زيارته لمصنع صلب، حيث ثبُت له أن الصلب عالي الجودة لا يمكن إنتاجه إلا في مصنع. كان يعتقد أن إنهاء البرنامج سيخمد حماس الفلاحين لتعبئته السياسية، القفزة العظيمة للأمام.
ربما كان تطبيق الفكر الماوي في الصين مسؤولًا عن المجاعة الأشد فتكًا في تاريخ البشرية على الإطلاق، والتي راح ضحيتها 15-45 مليون إنسان بسبب المجاعة والأوبئة. بحلول نهاية عام 1961، انخفض معدل المواليد إلى النصف تقريبًا بسبب سوء التغذية. في عام 1958 اندلعت انتفاضة شونهوا، وفي عام 1959 اندلعت انتفاضة كبرى في التبت، وأسفرت عن مقتل عشرات الآلاف من سكانها، ونفي على إثرها الدالاي لاما. أدى فشل ماو في مشروعه «القفزة العظيمة للأمام» إلى تقليص سلطته في الحكومة، التي أصبحت واجباتها الإدارية تقع على عاتق الرئيس ليو شاوتشي ودينج شياو بينج، وخاصة بعد مؤتمر الكوادر السبعة آلاف في أوائل عام 1962. بدأ الصراع على السلطة بين ماو وليو من جهة ودينج من جهة أخرى بعد عام 1962. ونتيجة لذلك، أطلق ماو حركة التعليم الاشتراكي في فترة 1963-1965.
أطلق برنامج الفضاء والطاقة النووية «قنبلتان، قمر اصطناعي واحد» (بالإنجليزية: Two Bombs, One Satellite)‏ في أوائل عام 1960، بمساعدة علماء كبار مثل تشيان شيوان، ودنغ جياشيان، وتشيان سانتشيانغ، الذين عادوا إلى بر الصين الرئيسي من الخارج. نجحت الصين في تطوير أول قنبلة ذرية، وقنبلة هيدروجينية، وقذيفة موجهة، وقمر اصطناعي بحلول عام 1970، لكن البرنامج تأثر كثيرًا بالقفزة العظيمة للأمام والثورة الثقافية.

### الثورة الثقافية
في عام 1963، أطلق ماو حركة التعليم الاشتراكي، التي مثلت بداية للثورة الثقافية. لفرض العقيدة الاشتراكية وتخليص الصين من «العادات القديمة»، ولخدمة أهداف سياسية معينة، بدأ ماو الثورة الثقافية في مايو 1966، محاولًا العودة إلى مركز السلطة السياسية في الصين. كانت الثورة بعيدة المدى، ووصلت إلى جميع جوانب الحياة الصينية. تتراوح حصيلة القتلى الناجمة عنها بين مئات الآلاف و20 مليونًا. إذ وقعت المذابح في مختلف أنحاء البلاد، وأرهب الحرس الأحمر السكان في الشوارع، واعتُبر العديد من المواطنين العاديين مناهضين للثورة. توقف التعليم والنقل العام على نحو شبه كامل، وامتلأت الحياة اليومية بصراخ الشعارات والتشهير باقتباسات ماو، وأسقط عدد من الزعماء السياسيين منهم ليو ودينج. انتهت الحملة بالكامل بعد موت الرئيس ماو واعتقال عصابة الأربعة عام 1976. نُشر الدستور الثاني للصين، المعروف باسم «دستور 1975» في عام 1975 خلال الثورة الثقافية.

### العلاقات الخارجية
في أكتوبر 1949، أقامت جمهورية الصين الشعبية علاقات دبلوماسية رسمية مع ألمانيا الشرقية. في عام 1950، أصبحت الهند واحدة من أوائل الدول المعترفة بجمهورية الصين الشعبية، وأقامت علاقات دبلوماسية رسمية معها، ولكن في عام 1962 اندلعت حرب صينية هندية دامت شهرًا واحدًا. في يناير 1964 أقامت جمهورية الصين الشعبية علاقات دبلوماسية رسمية مع فرنسا.
في الستينيات، أصبحت العلاقات بين الصين والاتحاد السوفييتي متوترة للغاية، ويرجع ذلك أساسًا إلى تفسيراتهم المختلفة للماركسية اللينينية. بدأ الانقسام مع تولي نيكيتا خروتشوف السلطة في الاتحاد السوفييتي. بمرور الوقت، أدى هذا إلى ابتعاد الصين عن الاتحاد السوفييتي، ما دفع الأحزاب الشيوعية حول العالم إلى الانقسام، ونشبت النزاعات بين الشيوعيين الموالين للسوفييت والشيوعيين الموالين للصين للسيطرة المحلية على القوات اليسارية في معظم أنحاء العالم.
تطور الأمر سريعًا، ما أدى إلى انهيار تحالف 1950 بين موسكو وبكين، وتدمير وحدة المعسكر الاشتراكي، وأثر في ميزان القوى العالمي. داخليًا، تحمس ماو لنشر ثورته الثقافية في الصين، لمسح آثار طرق التفكير الروسية. بدأ النزاع عام 1958، بعد سنوات من العلاقات الجيدة للغاية. كان ماو دائمًا مخلصًا لستالين، وكان خطاب خروتشوف عام 1956 إهانةً له. ومع ذلك، عندما سحق حلف وارسو الحركات المنشقة في أوروبا الشرقية، أيدت بكين تلك الخطوة لأن موسكو قد أدركت على ما يبدو مخاطر التخلص من الستالينية، وأنها لن تتسامح بعد الآن مع الاستقلال أو تشجع على التحريف. أيدت بكين أيضًا نجاح الاتحاد السوفييتي في سباق الفضاء، إذ أظهر أن الحركة الشيوعية الدولية قد حققت تقدمًا تقنيًا في المنافسة مع الغرب.
زعم ماو أن الحرب النووية الشاملة لن تدمر الجنس البشري، بل سينهض عالم شيوعي جديد شجاع من رماد الإمبريالية. أزعج هذا الموقف موسكو، صاحبة الرؤية الأكثر واقعية للكوارث الشاملة التي قد تصاحب الحرب النووية. أصبحت 3 قضايا رئيسية حاسمةً في انقسام البلدين: تايوان، والهند، وقفزة الصين العظيمة للأمام. رغم أن موسكو دعمت موقف بكين تجاه تايوان، فقد طالبت بإعلامها قبل أي غزو أو تهديد خطير من شأنه أن يؤدي إلى تدخل أمريكي. رفضت بكين، وفاقم القصف الصيني لجزيرة كيموي في أغسطس 1958م التوترات. كانت موسكو تدعم الهند، بوصفها مشتريًا رئيسيًا للسلاح الروسي، وحليفًا اقتصاديًا مهمًا، ومع ذلك، صعّدت الصين تهديداتها للأطراف الشمالية للهند، خاصةً التبت، وأنشأت شبكة طرق ذات أهمية عسكرية تصل إلى المناطق المتنازع عليها على طول الحدود. من الواضح أن الروس آثروا الهند، وعدّت بكين ذلك خيانةً لها.
كانت القضية الأيديولوجية الرئيسية هي القفزة العظيمة للأمام، التي تمثل تمردًا صينيًا على النهج السوفيتي في التنمية الاقتصادية. كانت موسكو مستاءة للغاية، خاصة أنها أنفقت الكثير لتزويد الصين بالتكنولوجيا المتطورة، متضمنةً المهارات النووية. استدعت موسكو خبراءها والمساعدات الاقتصادية والعسكرية. كان خروتشوف فظًا ساخرًا من الصين وماو تسي تونغ في خطابه للجمهور الشيوعي والدولي. وردت بكين من طريق شبكتها الدعائية الرسمية برفض مطالبة موسكو بتراث لينين. أصرت بكين على أنها الوريثة الشرعية للتراث اللينيني. في أحد الاجتماعات الرئيسية للأحزاب الشيوعية، هاجم خروتشوف ماو بوصفه يساريًا متطرفًا، وقارنه بستالين بسبب أنانيته الخطرة. خرج الصراع عن نطاق السيطرة، وحدث انقسام في 81 حزبًا شيوعيًا حول العالم. وبلغ الانقسام ذروته في يوليو 1963م، عندما فر 50 ألف لاجئ من سينكيانج غرب الصين إلى الأراضي السوفيتية هربًا من الاضطهاد. سخرت الصين من عدم الكفاءة الروسية في أزمة الصواريخ الكوبية عام 1962، إذ بدأت بمغامرة وانتهت بالاستسلام والهزيمة. أصبحت موسكو تعطي أولوية متزايدة للعلاقات الودية ومعاهدات حظر التجارب مع الولايات المتحدة والمملكة المتحدة.
بدأت بكين تنظر إلى الاتحاد السوفييتي، الذي عدّته إمبريالية اشتراكية، أنه التهديد الأكبر الذي واجهته، حتى أكثر من القوة الرأسمالية الرائدة، الولايات المتحدة. وأُجريَت مبادرات بين جمهورية الصين الشعبية والولايات المتحدة، مثل دبلوماسية كرة الطاولة ودبلوماسية الباندا وزيارة نيكسون للصين عام 1972.

### الأحداث الجدلية
يزعم مناصرو ماو أنه حقق الوحدة الصينية لأول مرة منذ قرن، وأحدث تطورًا ملحوظًا في مجال البنية التحتية والصناعة والرعاية الصحية والتعليم (ارتفعت نسبة المتعلمين من 20٪ من السكان عام 1949م، إلى 65٪ بعد ثلاثين عامًا)، ما أدى إلى رفع مستوى المعيشة للصينيين العاديين. زعموا أيضًا أن حملات مثل القفزة العظيمة للأمام -التي تُعَد مثالًا لمفهوم الديمقراطية الجديدة- والثورة الثقافية كانت ضرورية لدفع عجلة التطور للصين و(تنقية) ثقافتها. زعم آخرون أنه رغم العواقب الكارثية الاقتصادية والبشرية لقرارات ماو، فإنها قد خلفت (قاعدة نظيفة) يمكن بناء التقدم الاقتصادي عليها. شكك المناصرون غالبًا بالإحصاءات أو الحسابات المقدمة عن عدد القتلى أو الأضرار الأخرى التي سببتها حملات ماو، ناسبين ذلك إلى كوارث طبيعية أو مشكلات أخرى مثل الفوضى السياسية خلال حكم شيانج كاي شيك.

## 1976-1989: صعود دنغ شياو بينغ والإصلاحات الاقتصادية

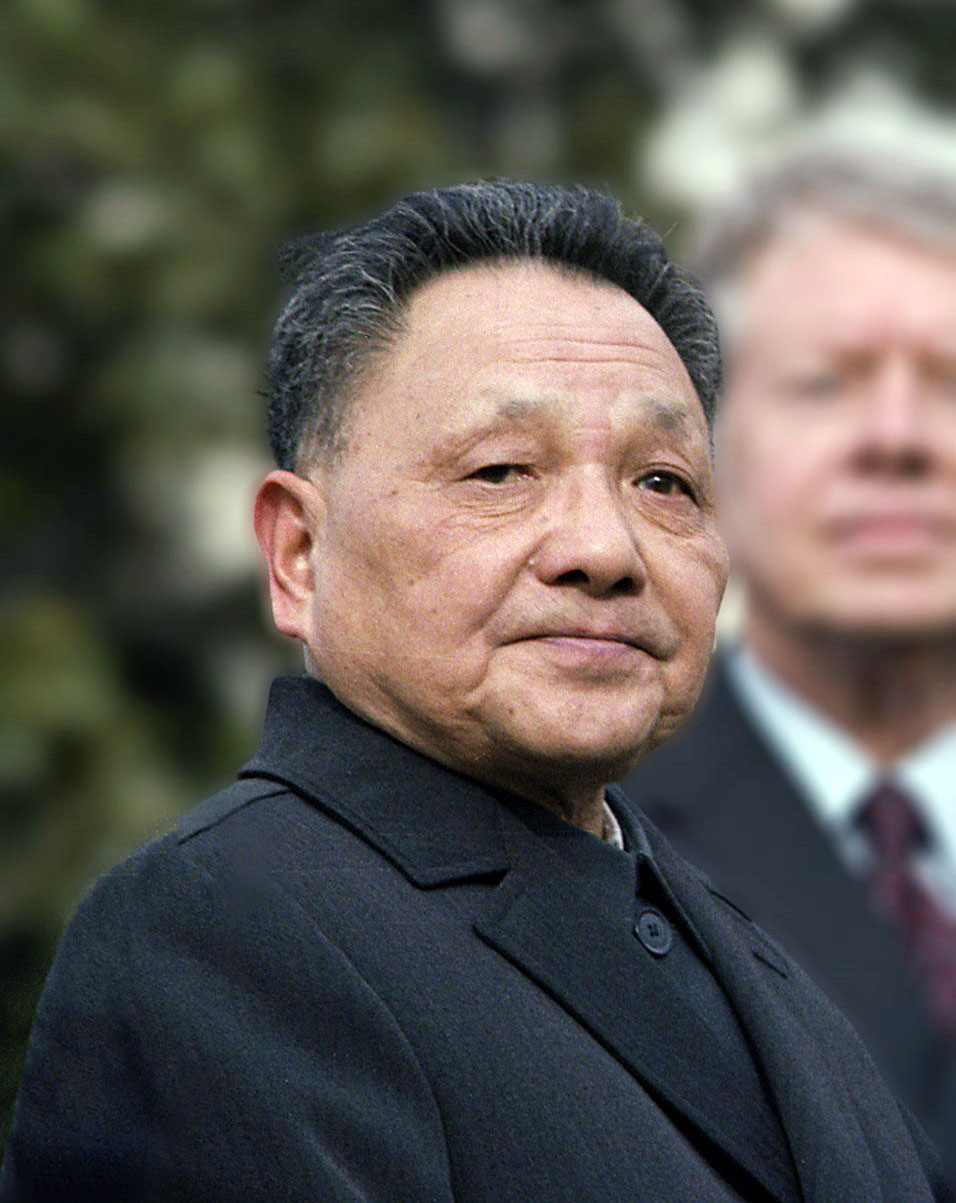
دينغ شياو بينغ

بعد وفاة ماو تسي تونغ، نشأ صراع على السلطة بين عصابة الأربعة، وهوا جيو فينغ، ثم دينغ شياو بينغ. قاد دنغ الصين على طريق الإصلاحات الاقتصادية والانفتاح، بدأت السياسات في الريف، تلاها إصلاحات صناعية تهدف إلى لا مركزية الضوابط الحكومية في القطاع الصناعي. أعطت وثيقة رئيسية قدمت في الجلسة الكاملة الرابعة في سبتمبر عام 1979م تقييمًا أوليًا لفترة 30 عامًا من الحكم الشيوعي. أعلن نائب رئيس الحزب ياي جيانيانغ أن الثورة الثقافية كانت (كارثة مروعة) و(أكبر نكسة للقضية الاشتراكية منذ 1949).
تُوجت إدانة الحكومة الصينية للثورة الثقافية بالقرار المتعلق ببعض المسائل في تاريخ الحزب منذ تأسيس جمهورية الصين الشعبية، الذي اعتمدته الجلسة العامة السادسة للجنة المركزية الحادية عشرة للحزب الشيوعي الصيني. جاء في ذلك أن الرفيق ماو تسي تونغ كان ماركسيًا وثوريًا وإستراتيجيًا ومنظرًا بروليتاريًا كبيرًا. صحيح أنه ارتكب أخطاء فادحة خلال الثورة الثقافية، لكن إذا حكمنا على أنشطته إجمالًا، فإن مساهماته في الثورة الصينية تفوق أخطاءه بكثير.